# Giuseppe Rensi
Giuseppe Rensi (Villafranca di Verona, 31 maggio 1871 – Genova, 14 febbraio 1941) è stato un filosofo, avvocato e antifascista italiano naturalizzato svizzero.
Tenne la cattedra di filosofia morale all'Università di Genova. Il suo pensiero è di intonazione pessimista.

## Biografia

### Studi
Frequentò il liceo a Verona, manifestando interesse per la filosofia. Si iscrisse all'Università di Padova, poi passò a Roma, dove si laureò in Giurisprudenza nel 1893, esercitando poi con successo la professione di avvocato a Verona.

### Attività politica
Iscrittosi al Partito Socialista Italiano, si recò a Milano per assumere, appena ventiquattrenne, la direzione del giornale La lotta di classe, collaborando assiduamente anche alla turatiana Critica Sociale e alla Rivista popolare diretta da Napoleone Colajanni. A seguito delle misure repressive adottate dal governo del generale Luigi Pelloux e per sfuggire alla condanna del Tribunale Militare per aver preso parte ai moti operai milanesi del 1898, stroncati dall'esercito con la strage del generale sabaudo Fiorenzo Bava Beccaris, il giovane pubblicista fu costretto a cercare rifugio in Svizzera.

### Esilio in Svizzera
Il soggiorno nel Canton Ticino durò ben dieci anni. Ivi conobbe e sposò Lauretta Perucchi, da cui ebbe due figlie, Adalgisa, che entrerà tra le Figlie di San Francesco di Sales con il nome di Suor Maria Grazia, ed Emilia, autrice di numerosi saggi. Naturalizzato svizzero nel 1903, divenne il primo deputato socialista del Gran Consiglio del Canton Ticino.  Frutto dell'esperienza ticinese fu la pubblicazione de Gli «Anciens Régimes» e la «democrazia diretta» (1902),  in cui difendeva il principio della democrazia diretta del sistema istituzionale svizzero. Rensi collaborò con numerosi articoli ai fogli radicali Il Dovere di Bellinzona, la Gazzetta Ticinese e L'Azione di Lugano, nonché alla rivista socialista e pacifista Coenobium, fondata a Lugano da Enrico Bignami, di cui divenne redattore capo.

### Rientro in Italia
Rientrò in Italia nel 1908 per stabilirsi a Verona e riaprire lo studio di avvocato, dedicandosi nel contempo agli studi filosofici dai quali si sentiva sempre più attratto. Nel 1911,  a seguito della campagna libica, vi fu la rottura col partito socialista, poiché egli si era schierato con l'interventismo di Leonida Bissolati. Nell'anno successivo pubblicava Il fondamento filosofico del diritto; nel 1914 altri due volumi: Formalismo e amoralismo giuridico e La trascendenza: studio sul problema morale, ove sviluppava un neo-idealismo trascendente, influenzato dal pensiero di Josiah Royce.  Con questi saggi etico-giuridici poté conseguire la libera docenza di filosofia morale all'Università di Bologna, iniziando la carriera universitaria. Fu incaricato di filosofia del diritto presso la libera Università di Ferrara, vincendo poi il concorso per la cattedra di filosofia morale all'Istituto Superiore di Magistero di Firenze, ove rimase dal 1914 al 1916; passò quindi all'Ateneo di Messina dove ebbe colleghi Concetto Marchesi, Eugenio Donadoni ed Emanuele Sella. Nel 1918 si stabilì definitivamente a Genova, ricoprendo la cattedra di filosofia morale dell'ateneo.

### La prima guerra mondiale
L'esperienza della prima guerra mondiale mandò in crisi le sue convinzioni idealistiche, conducendolo verso lo scetticismo, la cui prima formulazione sono i Lineamenti di filosofia scettica del 1919. In quell'opera Rensi sosteneva che la guerra aveva distrutto la fede ottimistica nell'universalità della ragione, sostituendola con lo spettacolo tragico della sua pluriversalità, vale a dire dell'irriducibile conflittualità dei diversi punti di vista. Espose nella Filosofia dell'autorità (1921) la traduzione politica di questa concezione: poiché tutti i punti di vista politici sono sullo stesso piano, quello che andrà al potere lo farà con un atto di forza, tacitando tutti gli altri punti di vista. In quest'opera si è scorta una prima giustificazione dell'autoritarismo fascista.

### L'opposizione al fascismo
Il filosofo, tuttavia, dopo una prima simpatia per il fascismo nel periodo che va dal 1919 al 1922, ne divenne un fiero avversario quando Mussolini con metodi antidemocratici cominciò a perseguire il disegno dittatoriale. Amico di Piero Martinetti, col quale condivideva il rifiuto dell'immanentismo idealistico crociano, cionondimeno nel 1925 sottoscrisse il Manifesto degli intellettuali antifascisti di Benedetto Croce, pagando questa scelta con la sospensione, nel 1927, dalla cattedra di filosofia morale all'Università di Genova. Prestò il giuramento di fedeltà al fascismo richiesto nel 1931 ai docenti delle università italiane, per "attaccamento alla cattedra", ma questa firma sarà per lui un "cruccio costante". Nonostante ciò venne arrestato insieme alla moglie e rinchiuso in carcere. Solo un abile stratagemma escogitato dall'amico e collega Emanuele Sella, che aveva pubblicato sul Corriere della Sera il necrologio del filosofo, diffondendo così la falsa notizia della sua morte, indusse il duce a rimettere prontamente in libertà i coniugi Rensi. Il dittatore temeva l'ondata di sdegno sollevatasi nel paese e all'estero per i metodi oppressivi del regime. Nel 1934, per la sua coerenza agli ideali di libertà, Rensi subì il definitivo allontanamento dalla cattedra e, fino alla sua scomparsa, fu comandato, da vigilato speciale, presso il centro bibliografico dell'ateneo genovese, per la compilazione della biografia ligure. Nonostante il doloroso distacco dalla scuola dove aveva insegnato per diciassette anni, continuò la sua attività filosofica e letteraria, pubblicando in quegli anni alcune fra le sue opere più significative, e collaborando al quotidiano socialista genovese Il Lavoro, l'unico foglio che accoglieva testi di personalità che non avevano fatto atto di sottomissione al fascismo.

### La morte
Fu ricoverato per un malore il 9 febbraio 1941 all'Ospedale Galliera mentre infuriava il bombardamento della flotta inglese sulla città, per essere operato d'urgenza. Tuttavia l'azione militare danneggiò alcune sale dell'edificio e i medici dovettero rinviare l'intervento, una fatalità che non lasciò scampo a Rensi, che morì il 14 febbraio. Ai funerali pochi amici ed ex allievi poterono seguire per breve tratto il carro funebre. La polizia, che aveva vietato quest'ultimo devoto omaggio, disperse il funerale, schedando alcuni discepoli. Rensi, anche morto, turbava il potere. Sulla tomba nel Cimitero monumentale di Staglieno un'epigrafe riassume uno stile di vita ed esprime il suo dissenso, la sua resistenza e indipendenza intellettuale: «Etsi omnes, non ego» (Anche se tutti, non io).

### L'altorilievo
Nella Biblioteca di Filosofia dell'ateneo genovese, in Via Balbi 4, è presente un altorilievo bronzeo che ritrae il filosofo. L'incisione sottostante lo ricorda così:

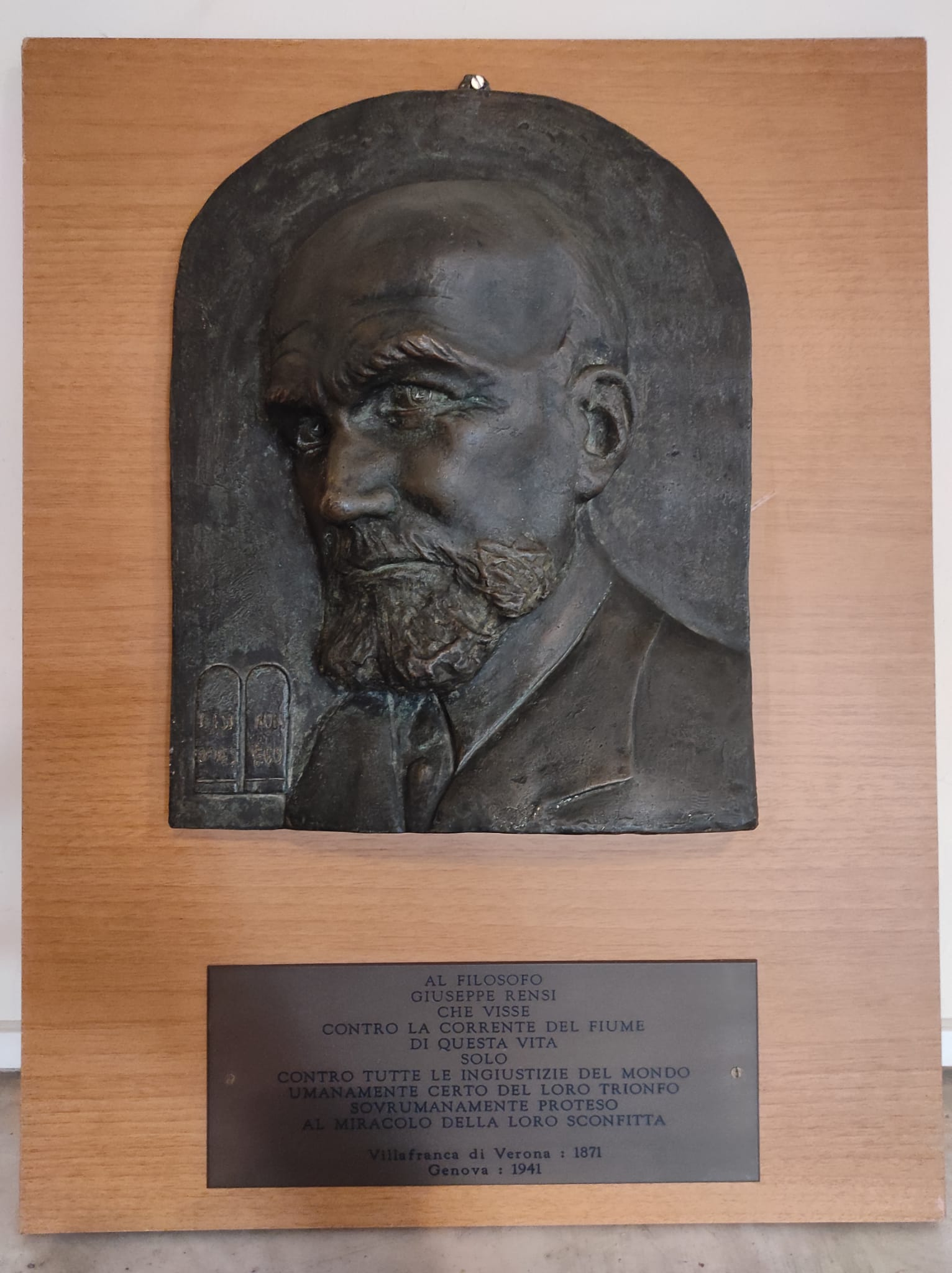
Altorilievo di Giuseppe Rensi

Al Filosofo Giuseppe Rensi che visse contro la corrente del fiume di questa vita solo contro tutte le ingiustizie del mondo. Umanamente certo del loro trionfo sovrumanamente proteso al miracolo della loro sconfitta.
Villafranca di Verona: 1871

Genova: 1941

## Filosofia
Il suo pensiero si è sviluppato, dopo l'approdo allo scetticismo, in un primo tempo in direzione del realismo e del materialismo critico. Un realismo materialistico quindi, che egli considerava derivato (con una certa libertà interpretativa) dallo stesso pensiero kantiano. Egli arrivò ad ipotizzare che Kant avesse potuto pensare alla "cosa in sé" come a una più nascosta essenza materiale delle cose stesse.
In generale si può dire che la filosofia di Rensi non sia esente da paradossi concettuali e da mutamenti continui, che lo hanno portato a cadere in alcune contraddizioni e incoerenze. Ma va anche considerato che al di sopra di esse a dominare è comunque un forte pessimismo, che non è solo esistenziale, ma anche gnoseologico: sia il mondo, sia la mente umana sono irrazionali.
Per esempio, egli ha sostenuto che siccome la filosofia ha una storia che si snoda nel tempo, ciò significa che un pensiero vero e unico non può esistere e che perciò nel suo procedere ed evolvere essa nega continuamente sé stessa. 
Rensi, contro l'idealismo di Gentile allora imperante, che considerava la storia una realizzazione progressiva dello spirito e della ragione, ha una visione negativa della storia, come assurdo, caso e vana ripetizione.
La sua critica della religione si sviluppava poi in un'aperta apologia dell'ateismo, che egli proclamò e sostenne sino al 1930 circa. Sembra quasi di poter cogliere uno dei tratti dell'ateismo filosofico rensiano nella postfazione al Sopra lo amore di Marsilio Ficino. Ficino nel suo scritto proponeva una visione dell'amore come amore eterno di Dio che a Dio ritorna come desiderio di ogni grado ontologico di ritornare al bene e al Tutto. Rensi, nella sua postfazione, propone una nuova interpretazione di questa tipica teologia platonica, vedendo nell'amore ipotizzato da Ficino in realtà un preludio a quelle che diventeranno due tra le più influenti correnti filosofiche nell'Europa dell'800: l'idealismo e il volontarismo. L'amore come totalità dei diversi, o come volontà nelle vesti di matrice essenziale del tutto, mette da parte il bisogno di un dio buono e trascendente e sussurra l'ipotesi di un ateismo filosofico, forse professato tra le righe dai più celebri filosofi credenti.
In quanto spirito profondamente problematico e inquieto, Rensi finì però per approdare a un forte pessimismo ontologico ed esistenziale, che lo spinse verso derive spiritualistiche, forse latenti nelle sue riflessioni fin dalle origini. Esse trovano espressione chiara solo nell'ultima fase del suo pensiero, attestate in particolare dalle Lettere spirituali (uscite postume nel 1941). In quest'opera, come anche nella Morale come pazzia (anch'essa postuma) Rensi delinea una sorta di mistica dei valori e un'etica concepita come l'azzardo dell'uomo che scommette sul bene in un universo cieco e indifferente.

### Le tre fasi
Nella sua Autobiografia intellettuale (1939) egli suddivide in tre periodi l'evoluzione del suo pensiero: un primo caratterizzato dal misticismo idealistico, un secondo da un relativismo scettico materialistico e ateo, un terzo dal misticismo spiritualistico come ultimo approdo del suo pensiero.
Il primo periodo si sviluppa fino al 1916 e si tratta di un misticismo di tipo platonico, in cui sono presenti anche elementi di San Paolo e di Malebranche. In tale periodo scrive Le Antinomie dello spirito (1910), Sic et Non. Metafisica e poesia (1911), La trascendenza. Studio sul pensiero morale (1914).
Il secondo periodo nasce dal suo sconcerto di fronte alle violenze della guerra e lo porta alla negazione di qualsiasi razionalità della realtà. Egli pensa infatti che se gli uomini ricorrono sistematicamente alla violenza per risolvere i loro conflitti questo significa che la ragione in sé non esiste, e che si tratta dell'illusione dell'uomo di pensare che si possa dare ordine al caos. L'irrazionalità della realtà si trova espressa in Lineamenti di filosofia scettica (1919), La filosofia dell'autorità (1920), La scepsi estetica (1920), Polemiche antidogmatiche (1920), Interiora rerum (1924), Realismo (1925), Apologia dell'ateismo (1926), Le aporie della religione (1932).
Il secondo periodo è altresì caratterizzato da un avvicinamento al positivismo materialistico e dal rifiuto dell'idealismo di Croce e di Gentile. In esso va registrata anche una rivisitazione del panteismo di Spinoza, che Rensi interpreta alla maniera dei teologi cristiani, quindi come ateistico perché avrebbe negato il Dio personalizzato dei monoteismi. Egli pensava anche di realizzare una sintesi di scetticismo e realismo, perché se solo la scepsi è il modo reale e utile di porsi di fronte al mondo, essa è anche l'unica verità possibile. Si tratta anche del momento di punta del nichilismo rensiano, perché si afferma che siccome l'unica cosa certa e stabile è la morte, ed essa è il "nulla", solo il nulla possiede una verità.
Nell'ultimo periodo prevale una forma di misticismo che non sorge, però, improvvisamente, essendo già chiaramente presente nelle opere maggiormente influenzate dallo scetticismo. Quest'ultimo fu, infatti, sempre sollecitato da un'innata e profonda religiosità, sicché non stupisce che il filosofo si apra alla voce del divino, poiché egli cerca nella negazione assoluta un criterio positivo che consenta la negazione stessa. A questo periodo appartengono: Critica della morale (1935), Critica dell'amore e del lavoro (1935), Paradossi di estetica e dialoghi dei morti (1937), Frammenti di una filosofia dell'errore, del dolore, del male e della morte (1937), La filosofia dell'assurdo (1937) e Autobiografia intellettuale (1939).
Isolato in vita nel mondo filosofico italiano, nel quale dominava il neo-idealismo crociano-gentiliano, Rensi trovò la comprensione di pochi intellettuali a lui affini, come Adriano Tilgher ed Ernesto Buonaiuti. È stato quest'ultimo a creare per Rensi la formula dello scettico credente, che in forme diverse ha dominato i pochi studi sul suo pensiero. Solo recentemente, soprattutto grazie agli studi di Nicola Emery, il pensiero rensiano ha trovato la collocazione nell'ambito del nichilismo europeo.
Per alcuni tale collocazione resta comunque riduttiva rispetto alla vastità del pensiero di Rensi, che andrebbe ancora approfondito. La trascuratezza nei suoi confronti sta nel fatto che la cultura italiana è stata a tutto il XX secolo dominata dall'idealismo e dall'esistenzialismo, collegati ad una dottrina cristiana invadente ed impregnante il mondo accademico.

### "Contro il lavoro"
Soltanto nel giuoco, o lavoro-giuoco (quello dei bambini che si rincorrono, anche fino a sudare, dei giovani che si danno allo sport, anche sino alla fatica, dell'artista o del pensatore, che spesso fino a stancarsi, compone versi e musica, dipinge, investiga, riflette, scrive intorno a problemi di scienza o di filosofia) l'uomo è libero, fa di sé quel che vuole, quel che ama fare, il suo spirito si espande in modo pienamente autonomo, ed egli è, così, veramente uomo, adempie il destino più alto e nobile dell'umanità.
Nel giuoco, e in un'altra funzione. Come nel giuoco l'uomo esplica la sua attività pel solo gusto che l'esplicarla gli dà, e perciò appunto è libero e quindi propriamente uomo, così un'altra funzione soltanto egli esercita unicamente per la voglia e il gusto di esercitarla, senza calcoli ulteriori e secondi fini, ma perchè in essa e nell'esercitarla si soddisfa e si esaurisce il suo impulso e il suo obbiettivo: quella di percepire, guardare, curiosare, osservare le cose, assistere allo svolgersi di avvenimenti e spettacoli, vedere e conoscere. Tale funzione, che comprende il bighellonare per le strade contemplando le vetrine dei negozi e la gente che passa, le chiacchiere, la conversazione, il sentire cosa gli altri sanno, hanno visto, pensano, lo scambio di idee, la lettura dei giornali compresi i fatti di cronaca, la lettura dei romanzi, il teatro, le visite ai musei, l'amore per la natura, lo studio dei problemi scientifici, politici, filosofici, la meditazione - si può in generale chiamare contemplazione. Il giuoco e la contemplazione, queste adunque sono le uniche due funzioni specificatamente umane.»
(Giuseppe Rensi, "Contro il lavoro")
Il sottotitolo del breve saggio di Rensi è paradigmatico: "Saggio sull'attività più odiata dell'uomo". In esso Rensi mette in evidenza il fatto che il lavoro sia, nella grande maggioranza dei casi, una mera necessità di tipo economico affinché l'uomo possa sopravvivere all'interno della società. Il lavoro è quindi una moderna forma di schiavitù nella misura in cui non si propone come alienazione della propria individualità, della propria unicità in quanto ad interessi e modi di fare. Si contrappone al giuoco, inteso come forma più alta della vita individuale: una sfera all'interno della quale l'uomo è veramente uomo e non un mero ingranaggio di un organismo più grande, alieno dal singolo.
Tuttavia, il lavoro si basa su una grossa contraddizione di fondo: la necessità che la società ha della manodopera individuale affinché possa auspicare un suo miglioramento. Ecco l'Assurdo: l'uomo odia il lavoro per i motivi quivi detti eppure ne ha un disperato bisogno. Rensi sottolinea come ogni attività di svago si fondi sul presupposto del lavoro di qualcun altro che permette la contemplazione fine a se stessa. Questo è uno degli innumerevoli paradossi che nel pensiero rensiano si coniugano nell'individuare la presenza di un sistema irrazionale che non prevede nessuna soluzione per l'uomo.

## Pensiero politico
Legato alla cultura socialista, fin dalla giovane età, il pensiero politico di Rensi si caratterizza per una certa dose di eclettismo e per una forte componente umanitaria, distante dal materialismo storico marxiano e riconducibile, più agilmente, nel novero dei pensatori vicini al socialismo utopista. Se durante l'attività politica in Italia aderisce all'idea della lotta di classe, l'esperienza svizzera lo porta a riconsiderare tale concezione dei rapporti di forza nella storia, ridimensionandone la portata. Nel pensiero rensiano, infatti, l'antagonismo tra proletariato e borghesia sarebbe circoscrivibile ad alcune realtà contingenti e non costituirebbe un'invariante delle relazioni socio-politiche dell'intero Occidente. E se, da un lato, il suo realismo politico lo porta ad apprezzare le teorie elitiste del conservatore Gaetano Mosca, dall'altro, la matrice umanitaria e socialista emerge nell'esaltazione degli istituti della democrazia diretta, caratterizzanti il sistema costituzionale americano e quello svizzero, considerati come gli unici in grado di far emergere la volontà popolare e di permettere l'emancipazione delle classi lavoratrici. L'elogio dei regimi federalisti appena citati, e il contingente recupero del pensiero di Cattaneo sono sintomatici di un altro aspetto dell'orizzonte culturale di Rensi: la feroce critica dell'istituto monarchico, (tanto nell'accezione assolutista, quanto in quella temperata del costituzionalismo borghese ottocentesco), appannaggio di una vicinanza con il programma del Partito Repubblicano Italiano. Vicinanza che si concretizza nello stretto legame, culturale e amicale, con Arcangelo Ghisleri. Con l'esponente repubblicano, in particolare, Rensi condivide il pessimismo storico verso il Risorgimento, la disapprovazione intransigente del ruolo, ritenuto ambiguo e ostile al riscatto sociale del proletariato, della casa regnante dei Savoia e l'appartenenza alla Massoneria, poiché Rensi fu iniziato il 13.12.1909 nella loggia di Verona "Arena", appartenente al Grande Oriente d'Italia, e divenne Maestro il 4 novembre 1910.

## Influenze
"Atomi e vuoto e il Divino in me", queste parole di Rensi hanno ispirato Michele Lobaccaro nella composizione della canzone Rosa di Turi dei Radiodervish.

## Opere
- Una Repubblica italiana: il Canton Ticino, "Critica sociale", Milano 1899; ristampato da Armando Dadò, Locarno, 1994
- Gli “Anciens Régimes” e la democrazia diretta. I e II ed., Colombi, Bellinzona 1902. III ed., Libreria Politica Moderna, Roma 1926; ristampato.La democrazia diretta, a.c. e con Nota di Nicola Emery, Adelphi, Milano, 1995
- L'immoralismo di Nietzsche, Carlini, Genova 1905.
- Le antinomie dello spirito, Soc. Libr. Ed. Petremolese, Piacenza 1910.
- Sic et non: metafisica e poesia, Libr. Ed. Romana, Roma 1910.
- Il genio etico ed altri saggi, Laterza, Bari 1912; 1953 (seconda ed.).
- Il fondamento filosofico del diritto, Ed. Libr. Petremolese, Piacenza 1912.
- Sulla risarcibilità dei danni morali, Soc. Coop. Tip., Verona 1913.
- Formalismo e amoralismo giuridico, Cabianca, Verona 1914.
- La trascendenza: studio sul problema morale, Bocca, Torino 1914.
- Istinto, morale e religione, Ist. Tip. Riuniti, Bologna 1917.
- Lineamenti di filosofia scettica, Zanichelli, Bologna 1919; ristampato, a c. e con introduzione di N. Emery, Castelvecchi, Roma, 2014
- La scepsi estetica, Zanichelli, Bologna 1920.
- La filosofia dell'autorità, Sandron, Palermo 1920; ristampato da De Martinis & C, Catania, 1993.
- Polemiche antidogmatiche, Zanichelli, Bologna 1920.
- L'orma di Protagora, Treves, Milano 1920.
- Principi di politica impopolare, Zanichelli, Bologna 1920.
- Introduzione alla scepsi etica, Perrella, Napoli 1921.
- Teoria e pratica della reazione politica, La Stampa Commerciale, Milano 1922.
- L'amore e il lavoro nella concezione scettica, Soc. Ed. Unitas, Milano 1923. Ristampa Battiato, Catania 1933.
- Dove va il mondo?, «Inchiesta fra gli scrittori italiani», Libreria Politica Moderna, Roma 1923.
- L'irrazionale, il lavoro, l'amore, Soc. Ed. Unitas, Milano 1923.
- Interiora rerum, Soc. Ed. Unitas, Milano 1924. Rielaborato ne La filosofia dell'assurdo, Corbaccio, Milano 1937. Ripubblicato a cura di R. Chiarenza, Adelphi, Milano 1991.
- Apologia dell'ateismo, Formiggini, Roma 1925. Ristampato a cura di R. Chiarenza, La Fiaccola, Ragusa s.d. (ma 1967); ristampato con introd. di N.Emery "Terapia dell'ateismo", Castelvecchi, Roma, 2013
- Realismo, Soc. Ed. Unitas, Milano 1925.
- Apologia dello scetticismo, Formiggini, Roma 1926.
- Autorità e libertà: le colpe della filosofia, Libreria Politica Moderna, Roma 1926. Ristampato a cura di G. Perez, Roma 1991 e a cura di A. Montano, Bibliopolis, Napoli 2003.
- Il materialismo critico, Casa editrice sociale, Milano 1927. Ampliato, Casa del Libro, Roma 1934.
- Spinoza, Formiggini, Roma 1929. Ampliato (ed. postuma) Bocca, Torino 1941. Ristampato a cura di A. Montano, Guerini e Associati, Milano 1999. Riedito in un'edizione comprendente entrambe le versioni del 1929 e del 1941, con un saggio di Roberto Evangelista, Edizioni Immanenza, Napoli, 2014, ISBN 9788898926190. Riedito in un'edizione comprendente entrambe le versioni del 1929 e del 1941, con un testo inedito di G. Ceronetti e un Addenda (con i frammenti di tutte le altre opere di Rensi dove questi scrive di Spinoza), a cura di Luca Orlandini, presso la Nino Aragno Editore, Torino, 2019.
- Scheggie: pagine di un diario intimo, Bibl. Ed., Rieti 1930.
- Cicute: dal diario di un filosofo, Casa Ed. Atanòr, Todi 1931. Ristampato, La Mandragora, Imola 1998.
- Impronte: pagine di un diario, Libr. Ed. Italia, Genova 1931.
- Raffigurazioni: schizzi di uomini e di dottrine, Guanda, Modena 1932. Ristampa 1934.
- Le aporie della religione, Casa Ed. Etna, Catania 1932.
- Sguardi: pagine di un diario, La Laziale, Roma 1932.
- Passato, presente, futuro, Cogliati, Milano 1932.
- Motivi spirituali platonici, Gilardi e Noto, Milano 1933.
- Scolii: pagine di un diario, Montes, Torino 1934.
- Vite parallele di filosofi: Platone e Cicerone, Guida, Napoli 1934.
- Critica della morale, Casa Ed. Etna, Catania 1935.
- Paradossi di estetica e dialoghi dei morti, Corbaccio-Dall'Oglio, Milano 1937.
- Frammenti di una filosofia del dolore e dell'errore, del male e della morte, Guanda, Modena 1937; nuova edizione riveduta, a cura di Marco Fortunato, Orthotes Editrice, Napoli 2011.
- Figure di filosofi: Ardigò e Gorgia, Guida, Napoli 1938. Gorgia, ristampato nel 1981 con premessa di A.M. Battegazzore e saggio di Mario Untersteiner, già pubblicati in «Rivista di Storia della Filosofia», H.I.F. 1946.
- Autobiografia intellettuale. La mia filosofia. Testamento filosofico, Corbaccio, Milano 1939. Ristampato a cura di R. Chiarenza, Dall'Oglio, Milano 1989.
- Poemetti in prosa e in verso, Ist. Tip. Ed., Milano 1939.
- La morale come pazzia, Postumo. Con prefazione di Adriano Tilgher, Guanda, Modena 1942; ristampato con Prefazione di N.Emery, ( "La morale come Stato d'eccezione?"), Castelvecchi, Roma, 2013
- Trasea, contro la tirannia (prefazione di A. Poggi), Dall'Oglio, Milano 1943.
- Lettere spirituali, prefazione di A. Galletti, Bocca, Milano 1943. Ristampato a cura di Leonardo Sciascia e R. Chiarenza, Adelphi, Milano 1987.
- Governi di ieri e di domani (prefazione di Arcangelo Ghisleri). Riduzione de «Gli anciens Régimes» del 1902. Libr. Ed. Milanese, Milano 1945.
- Forme di governo del passato e dell'avvenire, ristampa parziale de «Gli anciens Régimes» (prefazione di G. Conti), Libr. Politica Moderna Roma 1945.
- Sale della vita (saggi filosofici) (a cura di P. Rossi), Dall'Oglio, Milano 1951.
- Lo scetticismo estetico del Leopardi, cura e postfazione di Barnaba Maj, Ferrara, Gallio Editori, 1990, ISBN 978-88-85661-25-7.
- La filosofia dell'assurdo, Adelphi, Milano, 1991; trad. francese con dei saggi di J. Grenier e N. Emery, Parigi, Ed. Allia, 1996.
- La religione. Spirito religioso, misticismo e ateismo, a cura di Antonio Vigilante, Sentieri Meridiani, Foggia 2006 ISBN 88-95210-09-3.
- Contro il lavoro. Saggio sull'attività più odiata dall'uomo, prefazione di Fabrizio Baleani, Gwynplaine, Camerano 2012; trad. francese con presentazione di Gianfranco Sanguinetti, Parigi. Ed. Allia, 2017.
- Le ragioni dell'irrazionalismo, a cura di Marco Fortunato, Orthotes Editrice, Napoli-Salerno 2015.
- Su Leopardi, a cura di Raoul Bruni, Torino, Aragno, 2018.
- La filosofia dell'assurdo, Libri dell'Arco, Rimini 2022 ISBN 979-12-80625-46-5
- Platone e Cicerone. Vite parallele di filosofi, Primiceri Editore, Padova 2023 ISBN 9788833003351
- La morale di Platone, a cura di Salvatore Primiceri, Primiceri Editore, Padova 2023 ISBN 9788833003276